# Dubovik (Chorwacja)
Dubovik – wieś w Chorwacji, w żupanii brodzko-posawskiej, w gminie Podcrkavlje. W 2011 roku liczyła 84 mieszkańców.